# اسم ملف 8.3
اسم ملف 8.3 (8.3 filename) (أيضا يسمى اسم ملف قصير. short filename أو SFN) هو اتفاق على أسماء الملفات استخدم في نسخ دوس القديمة وإصدارات مايكروسوفت ويندوز السابقة لويندوز 95 وويندوز إن تي 3.51. ويستخدم أيضا في إصدارات مايكروسوفت الحديثة اسمًا بديلًا لاسم الملف الطويل للتوافق مع البرامج القديمة نوعا ما .
القيود على اسم الملف كانت محدودة بنظام الملفات فات . كما كانت هذه القيوم موجودة في اجهزة الألعاب القديمة مثل جهاز أتاري